# Areta IV

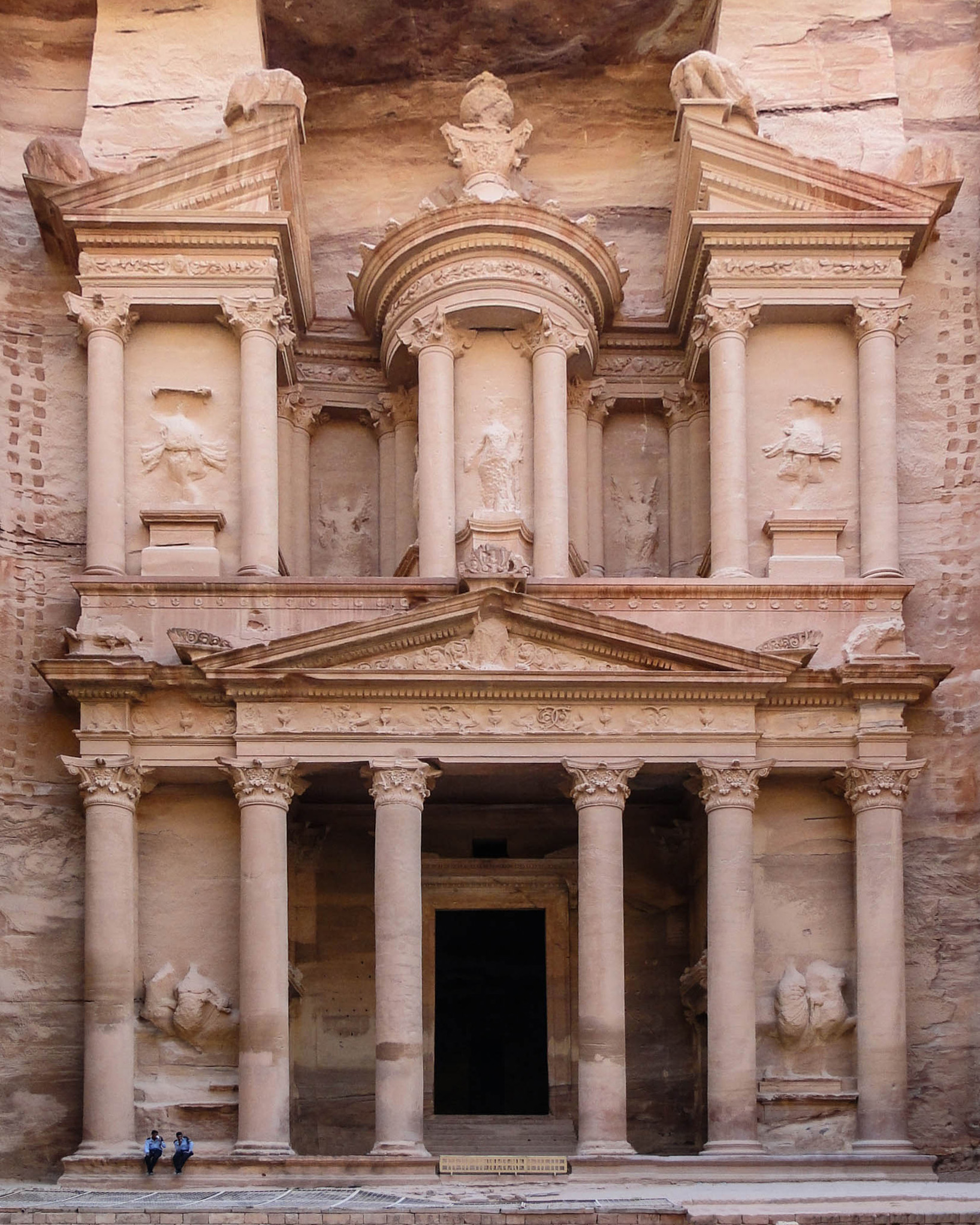
Petra, El Khasneh.

Areta IV Philopatris (in arabo ﺣﺎﺭﺙ‎?, Ḥārith; ... – 40) è stato un re nabateo (9 a.C. - 40 d.C.).

## Biografia
Il suo titolo completo, così come risulta dalle iscrizioni epigrafiche, era "Aretas, Re dei Nabatei, Amico del suo popolo". Sotto il suo regno Petra raggiunse il massimo splendore e costruì il famoso El Khasneh.
Nel suo lunghissimo regno (9 a. C.-40 d. C.), dopo aver ottenuto il riconoscimento di Augusto ed avergli mostrato la sua riconoscenza prestandogli aiuto nella guerra giudaica scoppiata dopo la morte di Erode il Grande nel 1 a. C. , seppe acquistarsi una quasi assoluta indipendenza dai Romani, che volle attestare assumendo l'epiteto, di sapore nazionalistico, di rāḥem ‛ammēh ("amante del proprio popolo, Φιλόπατρις"), che accompagna il suo nome nelle iscrizioni. Aveva dato in sposa una sua figlia al tetrarca di Galilea Erode Antipa, il quale la ripudiò per sposare la cognata Erodiade, onde Areta gli intimò guerra e lo sconfisse. Il proconsole Vitellio si mosse per punirlo di aver violato la pace romana, ma alla notizia della morte di Tiberio (37 d. C.) tornò indietro , e Areta continuò a regnare indisturbato. Del suo dominio su Damasco dà prova un episodio della vita di S. Paolo, il quale riuscì a sfuggire all'inseguimento dell'etnarca (evidentemente il capo di una tribù suddita dei Nabatei) di Areta in quella città .